# Duro contra el mundo
Duro contra el mundo anteriormente en sus inicios como Duro contra el muro, es un concurso de televisión colombiano producido y transmitido por RCN Televisión con colaboración de Teleset, fue presentado por Carlos Calero y el Grupo Salpicón, (Argemiro Jaramillo, Diego López, Elkin Rueda y Javier Ramírez) en su primera etapa. Y en la segunda etapa es presentada por  Maleja Restrepo, Frank Martínez y Jhonatan Hernández.

## Trama
El programa consistía en que se invitaban estrellas o actores de televisión a participar en el programa, en el  juego de los muros haciendo la figura que venía en el muro (anteriormente este programa era conocido como Duro contra el muro en el que se trataba de pasar sólo muros) y el equipo que acumulaba más puntos ganaba el concurso. Sin embargo, en febrero del 2010 el programa pasó a llamarse Duro contra el mundo un juego renovado con nuevos retos y pruebas como por ejemplo: carrera de obstáculos, piso giratorio , 5 metros malla, reto a la memoria y la prueba original de duro contra el muro. Esta era la última ya que con ella se finalizaba el programa. Más adelante a mitades del 2011, el juego volvió a ser renovado y se eliminaron las 4  pruebas anteriores, siendo reemplazadas por otras, mientras se siguió conservando la última prueba del muro ya que era la más importante y por esa razón nunca fue reemplazada o quitada del programa.

## Jueces

#### Primera Etapa
- Argemiro Jaramillo
- Diego López
- Javier Ramírez "Chocolo" (ocasiones)

#### Segunda Etapa
- Frank Martínez
- Jhonatan Hernández

## Equipos del programa
Primera Etapa: Capitanes de equipo (Azul y naranja)
- Javier Ramírez "Chocolo"
- Elkin Rueda
- Argemiro Jaramillo (ocasiones)

Segunda Etapa: Capitanes de equipo (Rosado y Morado)
- Chicho Arias
- Adrián Parada

## Salvavidas o guardianes
Primera Etapa:
- Milla Sánchez
- Robinson Cervera

## Juegos
Primera Etapa:
2010-2011:
- Carrera de Obstáculos
- 5 metros valla
- Piso giratorio
- Reto a la memoria

2011-2012:
- El mundo gira
- Pateando el mundo
- Torpedo humano
- A volar

Segunda Etapa:
2022-presente:
- Reloj roto
- Girando ando
- Estrellados

## Curiosidades
En la segunda etapa del juego en algunas ocasiones los salvavidas Milla Sánchez y Robinson Cervera reemplazaban a los concursantes que quedaban ausentes y hasta el mismo presentador, esto se debía a que los participantes tenían compromisos que hacer o quedaban lastimados pero en la tercera etapa del juego no se volvió hacer este tipo de reemplazos.

## Cierre del programa
Este programa se presentaba todos los sábados, en sus inicios en las horas de la noche tipo 8:30 o 9:30 p. m., pero en febrero del 2012 este programa salió de la programación de RCN Televisión sin previo aviso, luego, en marzo del 2013, volvió a la programación del canal después de casi un año de estar fuera del aire, volvió a ser reemitido en el horario de la media noche después de Los comediantes de la noche pero debido a esto la audiencia no aumentaba y fue sacado del aire definitivamente a mitades de junio del 2013 sin previo aviso.